# Theloderma licin
Theloderma licin är en groddjursart som beskrevs av David S. McLeod och Ahmad 2007. Theloderma licin ingår i släktet Theloderma och familjen trädgrodor. IUCN kategoriserar arten globalt som livskraftig. Inga underarter finns listade i Catalogue of Life.